# هميش (لودر)

تعديل مصدري - تعديل

هميش هي إحدى قرى عزلة زارة بمديرية لودر التابعة لمحافظة أبين، بلغ تعداد سكانها 165 نسمة حسب تعداد اليمن لعام 2004.